# Ти ми требаш
Ти ми требаш је други студијски албум певачице Ане Бекуте. Објављен је 1986. године у издању ПГП РТБ, као ЛП и касета. Композитор свих песама и продуцент албума је Предраг Вуковић Вукас.

## Песме на албуму
| Р.бр. | Песма                      | Музика                                 | Текст                 | Аранжман              |
| ----- | -------------------------- | -------------------------------------- | --------------------- | --------------------- |
| 1.    | Ти ми требаш               | Предраг Вуковић Вукас                  | Славица Вуковић       | Предраг Вуковић Вукас |
| 2.    | Нађите места за једну реку | Предраг Вуковић Вукас                  | Сретен Гајић          | Предраг Вуковић Вукас |
| 3.    | Умори ме уснама            | Предраг Вуковић Вукас                  | Марина Туцаковић      | Предраг Вуковић Вукас |
| 4.    | Треба ми пола јастука      | Предраг Вуковић Вукас, Славица Вуковић | Миле Поледица         | Предраг Вуковић Вукас |
| 5.    | Молитва за мало среће      | Предраг Вуковић Вукас                  | Предраг Вуковић Вукас | Предраг Вуковић Вукас |
| 6.    | Милуј, милуј, Миловане     | Предраг Вуковић Вукас, Зеко Халиловић  | Миле Поледица         | Предраг Вуковић Вукас |
| 7.    | Тајне сузе                 | Предраг Вуковић Вукас                  | Славица Вуковић       | Предраг Вуковић Вукас |
| 8.    | Буди јако, срце моје       | Предраг Вуковић Вукас                  | Руждија Крупа         | Предраг Вуковић Вукас |